# Râul Valea Largă, Arieș
Râul Valea Largă este un afluent de stânga al râului Arieș. 